# Dean Richards
Dean Richards (Bradford, 9 juni 1974 - 26 februari 2011) was een Engels voetballer die als verdediger speelde. Richards speelde voor Southampton FC, Tottenham Hotspur FC in de Premier League en Wolverhampton Wanderers FC en Bradford City AFC in de Football League. Na zijn carrière als voetballer ging hij aan de slag als jeugdtrainer bij zijn oude club Bradford City.
Op 26 februari 2011 overleed Richards na een lang ziekbed.

## Statistieken
| Seizoen        | Club                    | Land     | Competitie      | Wed. | Goals |
| -------------- | ----------------------- | -------- | --------------- | ---- | ----- |
| 1992-1995      | Bradford City           | Engeland | Second Division | 86   | 4     |
| 1995-1999      | Wolverhampton Wanderers | Engeland | First Division  | 122  | 7     |
| 1999-2001      | Southampton             | Engeland | Premier League  | 67   | 3     |
| 2001-2005      | Tottenham Hotspur       | Engeland | Premier League  | 73   | 4     |
| Totaal         | Totaal                  | Totaal   | Totaal          | 348  | 18    |
| Bijgewerkt tot | 26 februari 2011        |          |                 |      |       |